# Tylecodon tribblei
Tylecodon tribblei ist eine Pflanzenart der Gattung Tylecodon in der Familie der Dickblattgewächse (Crassulaceae).

## Beschreibung
Tylecodon tribblei ist eine kletternde Pflanze, welche einen einzelnen aufrechten bis ausgebreiteten Trieb ausbildet, der bis 40 Zentimeter Höhe erreicht. Er entspringt einer knolligen Basis mit weißem Fleisch, die geteilt ausgebildet ist, graue und sich in Flocken lösende Rinde besitzt und 3 bis 5 Zentimeter breit wird. Die kahlen Trieben werden bis 4 Millimeter im Durchmesser und sind deutlich gerippt. Junge Triebe sind 2 Millimeter im Durchmesser und grün gefärbt, ältere sind gräulich weiß gefärbt. Es werden keine Phyllopodien ausgebildet. Die aufsteigenden, linealisch bis fast stielrunden und grünen Blätter werden 1,5 bis 2 Zentimeter lang und 1 bis 2 Millimeter breit. Sie sind kahl, aber mit sehr kleinen Warzen besetzt, an der Oberseite gefurcht und an der Unterseite konvex geformt. Die Blattspitze ist zugespitzt geformt und verwelkende Blätter verbleiben am Trieb.
Der 6 bis 7 Zentimeter hohe Blütenstand besteht aus ausgebreiteten Thyrsen mit aufrechten Einzelblüten. Der Blütenstandstiel ist mit drüsigen Haaren besetzt. Der Blütenstiel wird 1,5 Zentimeter und die Kelchblätter werden 4 Millimeter lang und 1 Millimeter breit. Die röhrige Blütenkrone wird 9 bis 1 Millimeter lang und 3 Millimeter im Durchmesser. Sie ist gelblich grün gefärbt und mit keuligen Drüsenhaaren besetzt. Die hell gelbgrünen, bandförmigen und ausgebreiteten Zipfel sind auf beiden Seiten mit braunen Streifen versehen. Sie sind mit Drüsenhaaren versehen und werden 7 Millimeter lang und 2 Millimeter breit. Die Zipfel bilden ein aufgesetztes Spitzchen aus und sind an den Rändern zurückgerollt. Die länglichen, aufrecht und ausgerandeten Nektarschüppchen sind weiß gefärbt und werden 1,3 Millimeter lang und 0,5 Millimeter breit.

## Systematik und Verbreitung
Tylecodon tribblei ist  in Südafrika in der Provinz Nordkap im Namaqualand und in der Sukkulenten-Karoo verbreitet. Die Erstbeschreibung erfolgte 1997 durch Ernst Jacobus van Jaarsveld.